# Сотиров, Иван
Иван Соти́ров (болг. Иван Сотиров; 14 марта 1935, Пловдив — 23 апреля 2025) — болгарский футболист, играл на позиции нападающего.

## Биография
Начинал карьеру в пловдивском «Спартаке», за который сыграл 17 матчей и забил 4 гола. В 1955 году перешёл в пловдивский «Ботев», в котором играл в течение десяти сезонов. Всего за эту команду в Республиканской группе A сыграл 228 матчей и забил 86 голов и в 1962 году выиграл Кубок Болгарии. В 1961 году стал лучшим бомбардиром чемпионата страны с 20 забитыми голами. Завершил карьеру в 1965 году.
Скончался 23 апреля 2025 года в возрасте 90 лет.

## Достижения
«Ботев» (Пловдив)
- Обладатель Кубка Болгарии (1): 1961/62